# Dezső Hiszékeny
Dans le nom hongrois Hiszékeny Dezső, le nom de famille précède le prénom, mais cet article utilise l’ordre habituel en français Dezső Hiszékeny, où le prénom précède le nom.
Dezső Hiszékeny, né le 22 février 1956 à Tatabánya, est une personnalité politique hongroise, député à l'Assemblée hongroise (septième circonscription de Budapest), membre du groupe MSzP.